# BeReal
BeReal (стилізовано як BeReal.) — французький мобільний застосунок, соціальна мережа, створена у 2020 році. Його розробили Алексіс Барреят і Кевін Перро. Після кількох років відносної непопулярності, він почав стрімко набирати обертів лише у 2022 році. Майже половина користувачів із США, ще частина з Великої Британії і аж потім з Франції.
Його головна особливість, що відрізняє від абсолютно всіх додатків на ринку — щоденне сповіщення, що приходить у випадковий час і заохочує користувачів ділитися фотографіями себе та свого найближчого оточення.
Додаток намагається створити середовище, де люди можуть легко ділитися своїм життям і не перейматися через фільтри чи ретуш. Тут лише реальні та щирі фото, у тебе нема навіть часу на роздуми. Тут нема реклами чи підрахунку підписників, компанія зазначає, що «BeReal не зробить вас відомими».

## Принцип роботи
Кожного дня користувачу у випадковий час приходить сповіщення. Після цього у нього є 2 хвилини, щоб одночасно зробити фото на передню та задню камери. Дозволяється робити дві спроби, інші люди бачитимуть використану кількість. Якщо ж користувач пропускає сповіщення і не робить фото одразу, то може зробити його пізніше, але фото буде вже з поміткою «late». Цими фото можна ділитися з друзями або ж з усіма випадковими користувачами програми. Інші люди можуть залишати свої фото-реакції чи навіть писати коментарі. Також можна ділитися своєю локацією.
Додаток не має явного процесу модерації зображень і, отже, не обмежує користувачів у публікації невідповідних фотографій. Однак існує функція звіту, яка дозволяє користувачам повідомляти про фотографію чи іншого користувача, якщо вони публікують неприйнятний вміст.

## Історія
Програму розробили Алексіс Барреят, колишній співробітник GoPro, і Кевін Перро.
Вона широко поширилася спочатку в кампусах коледжів, частково завдяки платній співпраці з амбасадорами. Далі згадки про BeReal почали ширитися в мережі TikTok, люди діляться своїми вдалими фото та навіть створюють жарти на цю тему. Через щоденний цикл взаємодії його порівнюють із Wordle, який набув популярності на початку 2022 року.
Часом кажуть, що BeReal було створено для конкуренції з Instagram, хоча перший несе зовсім інші цінності, не підтримуючи залежність від соцмереж. Проте, в маркетингових матеріалах компанії про всяк випадок попереджено, що застосунок «може викликати залежність».
Станом на кінець серпня 2022 року додаток має понад 10 мільйонів активних користувачів щодня та 21,6 мільйона активних користувачів щомісяця.
У квітні 2022 року BeReal отримав фінансування в розмірі 30 мільйонів доларів під керівництвом Андріссена Горовіца та Accel. У травні 2022 року BeReal отримала 85 мільйонів доларів фінансування під керівництвом DST Global Юрія Мільнера, збільшивши свою вартість приблизно до 600 мільйонів доларів

## Критика
Джейсон Кеблер, автор Vice, написав, що на відміну від Instagram, який дає недосяжний погляд на життя людей, BeReal натомість «змушує всіх виглядати надзвичайно нудно».
Ніклас Мір, професор соціальних медіа в Університеті Чепмена, стверджував, що глибина залученості може визначити, чи додаток є тенденцією, що минає, чи має «постійну силу».
Келсі Вікман, репортер BuzzFeed News, зазначила, що небажання програми «прикрашати банальність життя» викликало в ній відчуття «скромності», попри акцент на автентичності.
Деякі люди регулярно публікують дописи після закінчення двохвилинного сповіщення, що викликає певну критику програми, оскільки можливість пізно публікувати повідомлення підриває її цілі автентичності.

## Схожі додатки
Завдяки популярності BeReal. у липні 2022 року Instagram запустив функцію «Подвійна камера», подібну до BeReal, а в серпні 2022 року почав тестувати подібну функцію під назвою «Відверті виклики IG», де користувачам пропонується публікувати публікацію раз на день протягом двох хвилин.
Snapchat також копіює BeReal, запустивши, як і в Instagram, «подвійну камеру».
Станом на вересень 2022 року TikTok також запустив функцію під назвою TikTok Now, дотримуючись тієї ж концепції.
Також у мережі з'явилася програма, яка відверто копіює концепцію BeReal. Називається вона ReVeal. Вона має схожу назву, інтерфейс, лише трішки відрізняється задумом. Тут користувач може робити скільки завгодно фото протягом дня, але лише один раз на день йому приходить сповіщення, яке закликає зайти у додаток та розпочати перегляд фото друзів. На це розраховано тільки 2 хвилини. Команда BeReal вже двічі домоглася видалення додатка з App Store, але розробник щоразу змінює назву програми, і вона ще досі функціонує.